# Forte de Nossa Senhora da Saúde da Trafaria
O Forte de Nossa Senhora da Saúde da Trafaria, também referido como Forte da Trafaria, Presídio Naval da Trafaria e Capela de Nossa Senhora da Saúde, localiza-se próximo ao ribeiro da Raposeira, na localidade de Trafaria, freguesia de Caparica e Trafaria, Município de Almada, Distrito de Setúbal, em Portugal.

## História
Esta fortificação marítima foi erigida sob o reinado de Pedro II de Portugal, em meados de 1683, para complemento da defesa da capital, na margem sul da barra do rio Tejo.
Cessada a sua função estratégica, serviu como Lazareto e hospital de quarentena até ao ano de 1820, altura em que foi desocupado.
No contexto da Guerra Civil Portuguesa (1828-1834), beneficiou de obras de reparação entre 1829 e 1831, vindo a ser utilizado como presídio militar até ao fim do conflito, após o que voltou a ser desativado.
Ocupado pela Companhia Geral das Reais Pescarias do Reino do Algarve, as suas dependências foram utilizadas como fábrica de guano de peixe. Diante da condenação desta função pelo Conselho de Saúde Pública, as atividades foram suspensas.
Posteriormente foi reocupado pelo Estado até que, sob o reinado de Manuel II de Portugal, sofreu obras de adaptação das suas instalações a presídio militar. Data deste período a recuperação da sua ermida, sob a invocação de Nossa Senhora da Saúde.
Transitou para a administração da Marinha Portuguesa, conservando as funções de presídio militar, retornando mais tarde para a alçada do Exército Português. À época da Primeira Guerra Mundial, em 1917 encontrava-se uma vez mais em abandono.
Em 2000, a Câmara Municipal de Almada adquiriu o imóvel.
No presente, o Forte não se encontra protegido ou classificado, e a ermida encontra-se abandonada e em avançado estado de degradação, mas estão em curso obras de recuperação e remodelação.

Em 2021, a Universidade NOVA de Lisboa criou o Instituto das Artes e Tecnologias (NOVA IAT) no forte. A concessão de parte significativa dos imóveis à NOVA foi aprovada, pelo município de Almada, no dia 7 de setembro de 2020.
O IAT, que resulta de um consórcio entre a FCT NOVA e a Faculdade de Ciências Sociais e Humanas da NOVA, pretende ser uma referência nacional e internacional. Este é o primeiro centro de investigação, ensino e criação artística a nascer na região da Grande Lisboa e que visa a valorização e transferência de tecnologia ligada às Artes.
Em 12 de julho de 2022 foi inaugurada a primeira fase da requalificação do antigo Presídio da Trafaria.